# Lastauropsis biezankoi
Lastauropsis biezankoi är en tvåvingeart som beskrevs av Carrera och Nelson Papavero 1962. Lastauropsis biezankoi ingår i släktet Lastauropsis och familjen rovflugor. Inga underarter finns listade i Catalogue of Life.